# 延平郡王祠
座標: 北緯22度59分16秒 東経120度12分27秒 / 北緯22.98778度 東経120.20750度
延平郡王祠（えんぺいぐんおうし）は、台湾・台南市中西区開山路にある鄭成功を祀る祠である。開山王廟（かいざんおうびょう）ともいう。

## 概要
台湾を占領していたオランダ人を駆逐した鄭成功の功績を賛え、鄭が死去した1662年に彼を慕う人々によって創建され、開山王廟と名づけられた。1875年には、清朝の大臣・沈葆楨によって福州式建築の新しい祠が建てられた。
日本統治下に入った後の1896年（明治29年）、開山王廟は鄭成功を祭神とする神社となって開山神社（かいざんじんじゃ）と改称され、翌1897年（明治30年）には県社に列格した。日本式の拝殿は作られたが、中国風の祠はそのまま残され、本殿とされた。第二次世界大戦終戦後、中華民国政府によって社殿が全て取り壊され、中国北方式建築を模した鉄筋コンクリート製の廟に建て替えられた。建物が全て新しいものであることから、延平郡王祠は古蹟に認定されておらず、史跡のみである。
中央には鄭成功の座像が祀られ、後殿には彼の母「翁太妃」（田川松）の位牌が安置されている。